# سازمان جهانی اسب عربی
سازمان جهانی اسب عرب (به انگلیسی: WAHO, World Arabian Horse Organization) سازمانی جهانی برای حفظ، بهبود و حفاظت از نژاد اسب‌عربی می‌باشد، این سازمان اعطای عضویت را برای هرکشور پس از بررسی کتاب انساب اسب ملی و بررسی قوانین و مقررات انجام‌می‌دهد.

## ملل عضو
1. الجزایر
2. لیبی
3. آرژانتین
4. لیتوانی
5. استرالیا (شامل برونئی، اندونزی، مالزی، فیلیپین، سنگاپور، تایلند و ویتنام)
6. مراکش
7. اتریش
8. نامیبیا
9. هلند
10. جمهوری آذربایجان
11. بحرین
12. نیوزیلند
13. بلژیک
14. نروژ
15. بلیز
16. عمان
17. برزیل (شامل پاراگوئه، بولیوی)
18. پاکستان
19. بلغارستان
20. لهستان
21. کانادا
22. پرتغال
23. شیلی (شامل پرو)
24. قطر
25. کلمبیا
26. رومانی
27. کرواسی
28. روسیه
29. عربستان سعودی
30. جمهوری چک
31. دانمارک
32. اسلواکی
33. مصر
34. اسلوونی
35. آفریقای
36. فنلاند جنوبی
37. فرانسه اسپانیا
38. آلمان (شامل لوکزامبورگ)
39. سوئد
40. مجارستان
41. سوئیس
42. ایران
43. سوریه
44. عراق
45. تونس
46. اسرائیل
47. ترکیه
48. ایتالیا
49. امارات متحده عربی
50. اردن
51. بریتانیا (شامل ایرلند، مالت، یونان)
52. قزاقستان
53. ایالات متحده آمریکا (شامل پاناما، مکزیک)
54. کویت
55. اروگوئه
56. لبنان
57. ونزوئلا
58. زیمبابوه